# Тарталья (комедия дель арте)

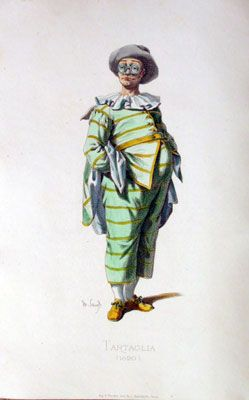
Тарталья, рисунок Мориса Санда, 1860

Тарталья (итал. Tartaglia, заика) — персонаж-маска итальянской комедии дель арте.
Представляет южный или неаполитанский квартет масок, наряду с Ковьелло, Скарамучча и Пульчинеллой. Во Франции эта маска не прижилась.
Маска Тартальи появилась в Неаполе около 1610 года. Одними из первых интерпретаторов её стали актёры Оттавио Феррарезе и Бельтрани да Верона.
- Происхождение: испанец, плохо говорящий на итальянском языке.
- Занятие: чиновник на государственной службе, он может быть судьёй, полицейским, аптекарем, нотариусом, сборщиком налогов и т. п.
- Костюм: стилизован должностной костюм, на лысой голове форменная шляпа; на носу огромные очки.
- Поведение: как правило, он старик с толстым животом, забитый, робкий[1], всегда заика, его фирменный трюк это борьба с заиканием, в результате чего серьёзный монолог, например, на суде, превращается в комический поток непристойностей.

Наибольшей популярности маска достигает ко второй половине XVII века. В XVIII веке во фьябах Карло Гоцци эту роль играли актёры Агостино Фиорилли и Антонио Сакки, но у Гоцци эта маска уже не имеет столь ограниченных рамок, в его фьябах эту маску могут носить, например, министр (фьяба «Ворон») и королевский сын («Любовь к трём апельсинам»).